# Kolobeng
Kolobeng è una località del Botswana situata nel distretto di Kweneng, sottodistretto di Kweneng East. Insieme ad altre località costituisce il villaggio di Kumakwane e, secondo il censimento del 2011, conta 58 abitanti.

## Kolobeng nella letteratura
Nel suo romanzo del 1872, Avventure di tre russi e tre inglesi nell'Africa australe, Jules Verne descrive la Kolobeng degli anni 1850 come "un mucchio di case indigene, dominato dall'edificio dei missionari"; riferisce inoltre che David Livingstone vi si fermò alcuni mesi nel 1843 per conoscere le abitudini dei Beciuani.